# 諾克斯維爾 (伊利諾伊州)
諾克斯維爾（英語：Knoxville）是一個位於美國伊利諾伊州諾克斯縣的城市。

## 地理
諾克斯維爾的座標為40°54′27″N 90°16′28″W / 40.90750°N 90.27444°W，而該地的平均海拔高度為238米（即781英尺）。

## 人口
根據2010年美國人口普查的數據，諾克斯維爾的面積為6.08平方千米，當中陸地面積為6.08平方千米，而水域面積為0.00平方千米。當地共有人口2911人，而人口密度為每平方千米478.78人。